# ダナ氷河
座標: 北緯37度54分02秒 西経119度13分04秒 / 北緯37.90056度 西経119.21778度
ダナ氷河（ダナひょうが Dana Glacier）はアメリカ合衆国カリフォルニア州にある氷河。ヨセミテ国立公園の東端、ダナ山（w:Mount Dana 3,981m）の山中にある。
ダナ山の東部にあるカール内にある。急傾斜のカール西壁にあり、主要部分は標高3,500mから3,600m、一部は3,800mにまで達している。1883年から断続的に写真が取られており、それらの調査から氷河は後退傾向にあることが判明している。